# Диденко, Николай Наумович
Никола́й Нау́мович Диде́нко (род. 22 мая 1946, Нижний Тагил) — первый Глава города Нижний Тагил (1995—2008), Почётный гражданин города Нижнего Тагила (с 1999 года).

## Биография
В 1965 году окончил Нижнетагильский строительный техникум, специальность — «Промышленное и гражданское строительство», в 1975 г. — Уральский политехнический институт им. С. М. Кирова, специальность — «Промышленное и гражданское строительство».
Трудовую деятельность начал в 1964 году каменщиком, бригадиром, мастером в строительном управлении «Промжилстрой» треста «Тагилстрой».
- В 1966—1968 — служба в рядах Советской армии в Забайкальском военном округе.
- В 1968—1977 — инженер, старший инженер, начальник производственного отдела, главный инженер в специализированном ремонтно-строительном управлении № 7 треста «Уралчерметремонт» (Нижний Тагил);
- В 1977—1985 — инструктор, заведующий строительным отделом Нижнетагильского городского комитета КПСС;
- В 1985—1990 — начальник Нижнетагильского домостроительного комбината;
- В 1990—1991 — председатель горисполкома и Нижнетагильского горсовета народных депутатов;
- В 1991—1995 — Глава администрации города Нижнего Тагила.

17 декабря 1995 года победил на выборах Главы города Нижний Тагил, набрав 61 % голосов.
- В 1999 и 2003 гг. повторно избирался Главой города Нижнего Тагила;
- В 1996—1997 — управляющий Горнозаводским управленческим округом Свердловской области, член Правительства Свердловской области;
- С 1994 по 1996 — депутат Свердловской областной думы, затем, по 2004 г. — депутат Палаты Представителей Законодательного Собрания Свердловской области.

Член-корреспондент Российской инженерной академии, член Академии безопасности, обороны и правопорядка, почётный профессор кафедры экономики Нижнетагильской государственной социально-педагогической академии. Автор более 40 печатных работ.
С 2008 года на пенсии.
В 2012 году принял участие в записи 11-минутной юбилейной телевизионной передач «Постфактум. Город», приуроченной к 290-летию Нижнего Тагила, где рассказал об истории празднования Дня города в Нижнем Тагиле.

### Семейная жизнь
Женат, имеет сына, дочь и трёх внуков.

## Награды
- Орден Почёта (1996);
- Медаль «Ветеран труда»;
- Почётные грамоты Губернатора и Правительства Свердловской области;
- Орденами святого благоверного князя Даниила Московского III и IV степеней;
- Знак «Никита Демидов» (высшая награда Международного Демидовского фонда);
- Почётный строитель Российской Федерации;
- Медаль Черепановых (1999);
- Почётный гражданин Нижнего Тагила (1999);
- Орден «За заслуги перед Отечеством» IV степени (2000);
- Знак отличия «За безупречную службу» XX лет (2006).